# Elzas-Lotharingen

Ligging van Elzas-Lotharingen in het Duitse Keizerrijk

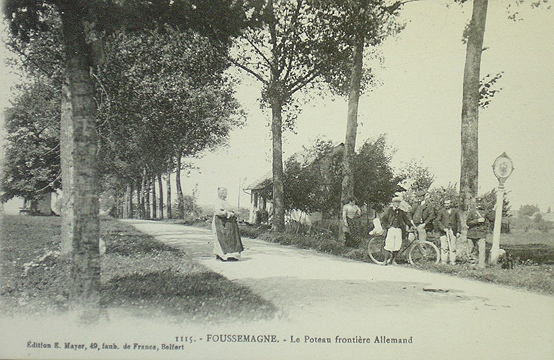
De Frans-Duitse grens bij Foussemagne nabij Belfort 1871-1918

Elzas-Lotharingen (Frans: Alsace-Lorraine, Duits: Elsaß-Lothringen) is een gebied in het oosten van het huidige Frankrijk. Het bestaat historisch uit de Elzas en het noorden van Lotharingen, wat overeenkomt met de huidige departementen Moselle, Bas-Rhin en Haut-Rhin.
Het gebied maakte vanaf de middeleeuwen eeuwenlang deel uit van het Heilige Roomse Rijk van de Duitse Natie, totdat het in de 17e eeuw bij het koninkrijk Frankrijk werd gevoegd. Van 1871 tot 1918 behoorde het tot het Duitse Keizerrijk, waarna het tijdens het interbellum opnieuw Frans werd. Van 1940 tot 1945 was Elzas-Lotharingen door nazi-Duitsland bezet, waarna het uiteindelijk definitief Frans werd.
De benaming Elzas-Lotharingen is wat verwarrend, omdat het grootste deel van Lotharingen, de Franse departementen Meurthe-et-Moselle, Meuse en Vosges, er vanaf 1871 niet toe behoorde. Alleen het Franse departement Moselle was tussen 1870 en 1919 als "Lothringen" deel van het Duitse Reichsland Elsaß-Lothringen. Daarom duidt de Franse overheid de drie departementen, die nog altijd een bijzonder statuut hebben, liever aan als Alsace-Moselle. Formeel werd het gebruik van de naam "Alsace-Lorraine" in 1920, na de wederinlijving bij Frankrijk, eerst nog verboden.

## Taal en godsdienst
De volkstelling van 1910 telde de volgende groepen:

### Moedertaal
- Duits: 1.492.347 (86,8 %) (in de Elzas 94,6 %, in Lotharingen 73,5 %)
- Andere taal: 219.638 (12,8 %), waarvan:
- Frans: 198.318 (11,5 %, met name in Metz en in het aansluitende zuidwestelijke deel van Lotharingen)
- Italiaans: 18.750 (1,1 %) met name in het Lotharingse mijngebied
- Pools: 1.410 (0,1 %) met name in het Lotharingse mijngebied

Duits en tevens een andere taal: 7.485 (0,4 %)
In 1936 sprak nog een grote meerderheid van bijna 70 % Duits(e dialecten), maar kende ook al ca. 65 % Frans. In 1960 waren deze percentages, na de radicale verfransing, ca. 50 % en bijna 85 %. Sindsdien is de Duitstaligheid, de Duitse dialecten inbegrepen, onder de helft gezakt.

### Godsdienst in de Elzas in 1910
Kerkelijke confessie:
- rooms-katholiek: 1.310.450 (76,21 %)
- protestants: 372.078 (21,64 %), vooral luthers, daarnaast calvinistisch en doopsgezind (mennonitisch)
- andere christenen: 4.416 (0,26 %)
- jodendom: 32.264 (1,88 %)
- geen opgave: 262 (0,02 %)

## Geschiedenis

### Voorgeschiedenis
Het gebied van het latere Elzas-Lotharingen werd bij de definitieve opdeling van het vroegere Frankische Rijk van Karel de Grote (Verdrag van Verdun, 843) als deel van het Middenrijk toegewezen aan Karels kleinzoon Lotharius I. Na Lotharius' dood werd het Middenrijk nog verder opgedeeld onder diens zoons, waarbij Lotharius II het naar hem vernoemde Koninkrijk Lotharingen ontving, dat ongeveer de Nederlanden, de Elzas en het huidige Lotharingen besloeg. Zie verder de geschiedenis van de twee afzonderlijke gebieden.
De Elzas en Lotharingen waren tot in de 18de eeuw onderdeel van het, overigens zeer pluriforme, Duitse Rijk, voluit: het Heilige Roomse Rijk van de Duitse Natie. Cultureel waren deze gebieden geheel geïntegreerd in het Duitse Rijngebied. Franse invloed was er marginaal en de Vogezen vormden een grote taal- en cultuurbarrière met het westen. Kerkelijk vielen de gebieden onder de aartsbisdommen Trier en Mainz. Straatsburg was een van de voornaamste culturele centra van het Duitse Rijk: universiteitsstad en centrum van kerkelijke Hervorming en van Duitstalige en Latijnse boekdrukkunst. Het wereldlijk bestuur was uiterst verbrokkeld over een tiental autonome Duitse rijkssteden, Duits-koninklijke domeinen, bisschops- en kloosterdomeinen, en veel kleine graafschappen en ridderlijke heerlijkheden. In de zuidelijke Elzas ontstond in het graafschap Sundgau de eerste aanzet tot het rijk van de Habsburgers, die in de 16de eeuw het Duitse keizerschap zouden verwerven. De lutherse hervorming schoot wortel in het noorden van de Elzas. In Straatsburg en Mühlhausen-Mulhouse trad een groot deel van de burgerij toe tot het calvinisme en het daaraan verwante Zwitserse zwinglianisme.
De Franse koningen probeerden na de middeleeuwen de Duitse gebieden ten westen van de Rijn in hun bezit te krijgen en aldus de Rijn tot grensrivier te maken. Na 1600 begon dit streven haar vruchten af te werpen: in zijn expansiestreven naar de Rijn slaagde de Franse koning erin om geleidelijk steeds meer graafschappen en heerlijkheden onder zijn gezag te brengen. Nadat Straatsburg in 1648 Frans was geworden en de status van Duitse rijksstad verloor, vielen in de loop van de volgende eeuw ook de meeste overige heerlijkheden en steden aan Frankrijk toe. Sindsdien oriënteerde de Elzas, en vooral de stedelijke burgerij, zich steeds meer op Parijs en de Franse cultuur. De plattelandsbevolking werd hierdoor nauwelijks beïnvloed. Lotharingen volgde in de geschiedenis een eigen weg. In 1644 werd het grotendeels veroverd en bezet door Frankrijk, dat overigens al vanaf 1552 aanspraken op het gebied had doen gelden en deze met tijdelijke militaire bezettingen kracht bijzette. De halve eeuw na 1644 bracht verwoesting en ontvolking. Tot 1713 bestreden de Franse koning en de Lotharingse hertog (als Duitse Rijksvorst) elkaar, totdat de Franse koning Lodewijk XV zijn aanspraken op de troon van Polen, die hem betwist werden door de Duitse keizer Karel VI, terugtrok. Maar dat onder voorwaarde dat zijn Poolse schoonvader de hertog van het (nog steeds Duitse) hertogdom Lotharingen zou worden. Via deze constructie kon Frankrijk steeds meer zeggenschap aan zich trekken en in 1766 het hertogdom Lotharingen annexeren.
Na de Franse Revolutie werd de centralisatie van de Franse republiek ook in de Elzas en in Lotharingen verder doorgevoerd, hoewel Napoleon dat verzachtte in een concordaat met Rome, dat autonome rechten waarborgde, met name die van de Kerk en in het onderwijs. Frans was sinds het begin van de revolutie al de enige taal van het openbaar bestuur. Maar in de praktijk bleef Duits onmisbaar en pas vanaf 1853 was het zover dat het Duits, c.q. het dialect langzaamaan kon worden afgeschaft in het openbaar bestuur en het lager onderwijs. Onder herhaaldelijk protest, vooral van de dorpsgeestelijkheid, werd het aantal lesuren Duits steeds verder teruggebracht. Om dat te regelen werd het kerkelijk toezicht op de lagere scholen teruggedrongen. De ouders kwamen vooral en met succes in verzet toen het godsdienstonderwijs niet meer in het Duits mocht worden gegeven. In het middelbaar onderwijs bleef het Duits tweede taal en soms ook onderwijstaal, zoals in de lutherse instellingen. Niettemin was de verfransing in het lager onderwijs nog lange tijd weinig effectief wat mag blijken uit het feit dat slechts één op de tien rekruten in de laatste lichting voor het Franse leger (1869) bij de keuring voldoende Franstalig werd bevonden.

### Onder het nieuwe Duitse Keizerrijk

Grenzen zoals vastgesteld in bij de Vrede van Frankfurt, de groene gebieden werden geruild voor Belfort

Frankrijk moest na de Frans-Duitse Oorlog, bij de Vrede van Frankfurt (mei 1871), de Elzas (de departementen Bas-Rhin en Haut-Rhin, behalve Belfort, plus een aangrenzend stukje van het departement Vosges), en niet geheel, maar wel het noordelijke deel van Lotharingen (de toenmalige departementen Moselle en Meurthe), aan het nieuwe Duitse Keizerrijk afstaan. Dit zogenaamde "Reichsland Elsaß-Lothringen" werd geen Duitse bondsstaat met een eigen constitutie, maar stond onder direct gezag van het Rijk en werd als bezet gebied vanuit Berlijn bestuurd. In Frankrijk bestond weerzin tegen de annexatie, die in één klap het eeuwenlange streven van de Franse koningen om Frankrijk tot aan de Rijn uit te breiden ongedaan had gemaakt. Deze vernedering gaf voeding aan decennialange revanchegedachten: dit 'onrecht' zou vroeg of laat ongedaan gemaakt moeten worden. Dit Franse revanchisme zou op zijn beurt weer bijdragen aan het uitbreken van de Eerste Wereldoorlog.
Overigens was er ook onder de Elzas-Lotharinger bevolking zelf aanvankelijk weinig enthousiasme voor een aansluiting bij het nieuwe Duitsland. De protestanten schikten zich het meest in de nieuwe situatie. De burgerlijke en aristocratische elite bood het meeste verzet. Zij had zich gedurende de Franse overheersing, inmiddels enkele honderden jaren, grotendeels op Parijs georiënteerd en was ook grotendeels tweetalig geworden: onderling sprak de elite Frans, dat werd gezien als de taal van verfijnde beschaving en cultuur, terwijl het Duits door de elite als de taal van het 'onbeschaafde volk', de boeren en arbeiders, werd gezien. De eenvoudige plattelands- en stadsbevolking sprak geen Hoogduits, maar daarvan aanzienlijk afwijkende plaatselijke Elzassische dialecten.
Het deel van de bevolking dat protesteerde tegen de annexatie bij zowel de Franse als de Duitse regering was aanzienlijk. Velen wezen het Duitse staatsburgerschap af. 40.000 inwoners van het geannexeerde gebied waren over de nieuwe grenzen naar Frankrijk gevlucht, en 12,5 % van de inwoners – ruim 160.000 zogenaamde optanten – weigerde het Duitse staatsburgerschap te aanvaarden. In Haut-Rhin (Oberelsaß) iets meer dan 20 %, maar elders steeg het aantal niet boven de 10 %. De motieven waren cultureel en nationaal besef, economische binding en persoonlijke belangen (waaronder dienstplichtigheid). Van deze zogenaamde optanten vertrokken er vóór 1872 al 50.000 naar Frankrijk, waaronder vooral ook Franse ambtenaren die niet in dienst van het nieuwe Duitse keizerrijk konden treden. Daarnaast vertrokken industriëlen met hun bedrijf, als hun afzetgebied in Frankrijk lag. Opvallend was het hoge aantal Joden onder de emigranten. Nog vele jaren zou de emigratiestroom aanhouden, vooral van jongelieden die op deze wijze de dienstplicht in het Duitse leger wilden ontgaan. Aan het einde van de Duitse periode zouden ruim 200.000 Elzassers in Frankrijk leven.
De constitutie van het Duitse Rijk werd in 1874 ook in Elzas-Lotharingen ingevoerd. Het Duits werd de verplichte taal in bestuur en onderwijs en voor het gerecht, maar voor het gebruik van het Frans bleven nog lange tijd dispensaties bestaan in Franstalige gemeenten. Tot 1914 bleven meer dan 300 gemeenten, vooral in het Franstalige deel van Lotharingen, in feite tweetalig bestuurd. De pers werd vrijgelaten in haar taalgebruik en een vijfde van de kranten en tijdschriften kon ten minste voor een deel in het Frans blijven verschijnen. Hoewel het gebied rechtstreeks door Berlijn werd bestuurd, werd de verduitsing naar verhouding mild, hoewel met toenemend beperkende regelgeving, doorgevoerd om geen al te grote weerstand op te roepen. In 1877 kreeg het gebied als Reichsland beperkte autonome wetgevende bevoegdheid en daarvoor werd een Landesausschuss (gewestelijk raadgevend orgaan) ingesteld onder de stadhouder als vertegenwoordiger van de rijkskanselier.
Het verzet tegen de Duitse overheersing bleef, maar zwakte af toen Elzas-Lotharingen ten volle ging profiteren van de economische opbloei van het nieuwe Duitse Rijk. De politieke, ten dele ook religieuze, tegenstellingen waren groot.
De intellectuelen en hogere burgerij bleven contacten met Frankrijk cultiveren. Hun invloed was aanzienlijk maar hun aantal en dus hun politieke gewicht werd gaandeweg gering. Zij droegen de politieke Fransgezindheid welke zijn uitdrukking vond in de Elzas-Lotharinger 'Protestpartij' die tot 1887 nog een aanhang bij de helft van de bevolking had, maar al in de jaren 80 begon uiteen te vallen. Katholieken kozen voor het autonomisme, protestanten zochten aansluiting bij het liberalisme, waarop overigens ook de geïmmigreerde lagere Duitse ambtenaren hun politieke keuze lieten vallen. De lagere bevolkingsstrata waren amper gepolitiseerd en zouden pas na 1900 een rol gaan spelen. Zij hadden zich neergelegd bij de nieuwe politieke situatie, kenden geen Frans en voelden geen verbinding met de Franse cultuur. Met name delen van de arbeidersklasse gingen participeren in de Duitse sociaaldemocratische beweging. Een derde van de kiezers – meer dan de helft in de steden – stemde op de Duitse sociaaldemocratische SPD, die zich niet met een nationaal standpunt wilde verbinden, maar in de Rijksdag in Berlijn wél met de Duitse partijgenoten in de SPD verenigd was. Na 1900 vond, onder veel voorbehoud en opportunisme, de integratie in het politieke leven van het Duitse Rijk plaats, die bestuurlijk bekroond werd door de gelijkstelling, in 1911, met de andere Duitse staten, in een eigen en vrij gekozen regionaal parlement, een eigen vlag en drie vertegenwoordigers in de Bondsraad.
Uiteindelijk was bij de laatste rijksdagverkiezingen van 1912, na een halve eeuw, ruim de helft van de aanvankelijke 'Protestler' stemmen naar katholieke kandidaten overgegaan die als 'autonomisten' in de eerste plaats conservatief waren, vaak ook antisemitisch en antiprotestants, en die daarbij hun Franse oriëntatie gaandeweg minder profileerden. Zij streefden een bestuurlijke status na gelijk aan die van de andere staten in het Duitse Rijk. De beëindiging van de Kulturkampf tegen de Rooms-Katholieke Kerk had tot deze omzwaai bijgedragen. De Elzasser katholieken verbonden zich in de Rijksdag in Berlijn met de Duitse katholieke Zentrumspartei, de grootste Duitse oppositiepartij.

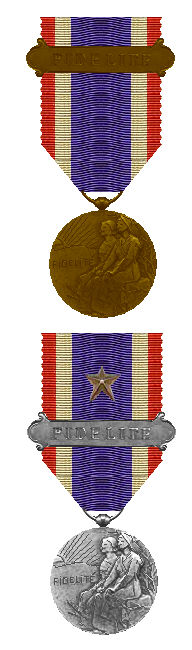
Vriendschapsmedaille voor de door de Duitsers in Elzas-Lotharingen vervolgde burgers 1921

Aan de vooravond van de Eerste Wereldoorlog was een terugkeer naar Frankrijk geen onderwerp meer in de publieke opinie en de politiek, al bleef onrust bestaan door stemmingmakerij, gevoed door Elzassers vanuit Frankrijk, waarin van tijd tot tijd gespeeld werd met complottheorieën, geheime voorbereidingen in Frankrijk tot een nieuwe oorlog. Toen deze dan uitbrak in 1914 hield de publieke opinie zich afzijdig. De politieke evolutie laat zien dat, wanneer Duitsland de Eerste Wereldoorlog niet had gevoerd en verloren, de Elzassers en Lotharingers inmiddels in grote meerderheid Duitsers zouden zijn geworden.
Net als de Luxemburgers waren veel Duits-, dat wil zeggen dialecttalige Lotharingers en Elzassers, reeds enkele eeuwen gewend het Frans als superieure cultuurtaal te beschouwen en zo mogelijk te gebruiken. Het Hoogduits was na 1870 de taal van een bezettende staatsmacht. De lagere volksklassen die voornamelijk hun regionale (Duitse) dialecten spraken en voor 1870 het Frans niet meer dan marginaal op school hadden geleerd, vervreemdden van die taal door het nu ingevoerde Duitstalige onderwijs en bestuur. Maar dat betekende niet dat zij het Hoogduits van harte aanvaardden. De Duitse invloed werd pas gaandeweg versterkt, door immigratie van Duitsers die in de bestuurscentra en garnizoensplaatsen in ambtelijke functies macht uitoefenden, maar vooral ook door de komst van arbeiders uit Baden en de Palts, die zich in de industriegebieden vestigden. Met name de snelle ontwikkeling van de kolen- en staalindustrie bracht zowel Duitse als Italiaanse arbeiders in groten getale naar noordwestelijk Lotharingen. Aan het einde van de Duitse periode waren er een kwart miljoen "Duitsers", 400.000 met de Elzassers partners en hun hier geboren nakomelingen inbegrepen; zij vormden een vijfde van de bevolking met aanzienlijke plaatselijke verschillen. Ruim een derde van de bevolking van Straatsburg en aanzienlijke minderheden in andere steden en even meer dan de helft van de bevolking van Metz, Thionville (Duits: Diedenhofen) en Forbach behoorde na verloop van tijd tot deze nieuwe bevolkingslaag. Deze "Duitsers" waren grotendeels sociaaldemocraten, en alleen de ambtelijke bovenlaag onder hen was in nationaal opzicht Duits. Op toenemende integratie duidt dat uiteindelijk twee derde van de huwelijken waarbij een "Duitser" was betrokken, werd gesloten met een Elzasser of Lotharinger partner.
Voor Frankrijk was het een nationale prioriteit dat Elzas-Lotharingen op termijn weer Frans zou worden, en alleen een oorlog kon het ‘onrecht’ van de annexatie als 'correctie op de geschiedenis' bewerkstelligen. Dit revanchisme leidde ertoe dat Frankrijk bereid was het Duitse keizerrijk te provoceren en het risico van een oorlog welbewust aanvaardde. Rusland subsidieerde in het geheim Franse journalisten, om over het onrecht dat Frankrijk was aangedaan te blijven schrijven. Van Franse zijde werd de Eerste Wereldoorlog in 1914 mede om deze reden onmiddellijk aangegrepen. Voor de republiek was de teruggave van het gebied vanaf het begin der bezetting een oorlogsdoel, dat werd gesteund door de Entente (de bondgenoten van Frankrijk), die erkende dat de annexatie door Duitsland een "onrechtvaardigheid" was geweest. Het Franse leger drong in 1914 over de Vogezen-bergkam door maar niet tot in het laagland. Het front stabiliseerde tot 1918 maar Elzas-Lotharingen werd nu wel een militair regime opgelegd waarin de Franse taal zoveel mogelijk werd verboden, wat het integratiesucces van de afgelopen decennia weer ongedaan maakte. Het wantrouwen leidde er ook toe dat de Elzasser soldaten in het Duitse leger naar het oosten werden gestuurd.
Frankrijk stelde in 1921 een medaille in voor de tijdens de oorlog door de Duitsers vervolgde Fransen in Elzas-Lotharingen. Deze Vriendschapsmedaille werd 1397 maal uitgereikt. De martelaren voor de Franse natie konden een gesp met het woord "fidélité" op het lint dragen. Voor ieder jaar verbanning of gevangenisstraf kwam daar een zilverkleurige ster bij.
Op de voorzijde van de medaille zijn de Elzas en Lotharingen symbolisch weergegeven door twee vrouwen die uitkijken over een vlakte waarboven het woord FIDÉLITÉ in zonnestralen verschijnt. De afbeelding moest "hun verlangen naar de Franse beschaving" op symbolische wijze weergeven. De tienduizenden in het Duitse leger omgekomen Elzassers en Lotharingers kregen geen herdenking omdat zij voor een nationaal onwaardige zaak waren gestorven, waarmee het Franse nationale zelfbeeld geen raad wist.

### Het Interbellum - opnieuw Frans gebied

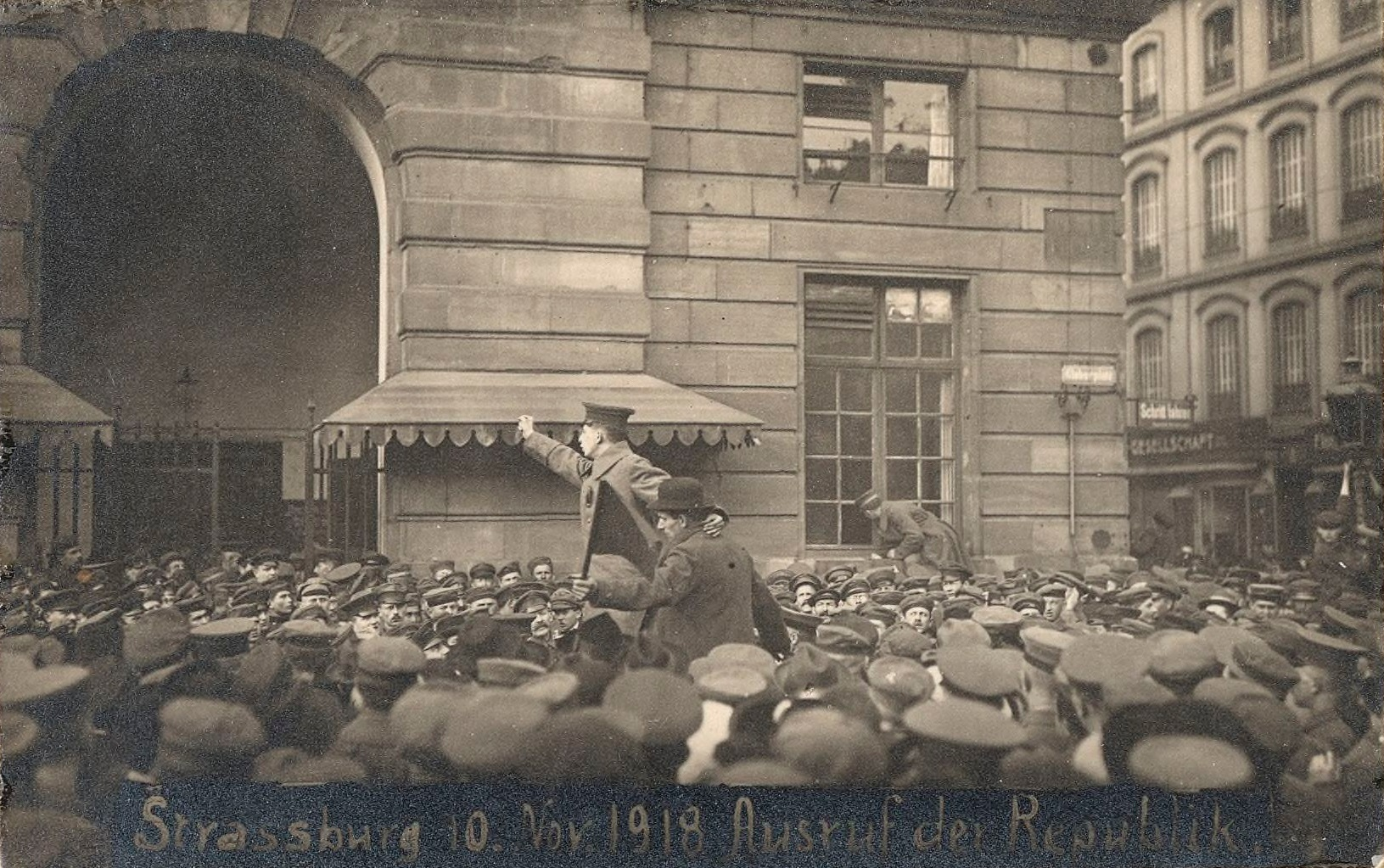
Uitroeping van de Republiek op 10 november 1918 in Straatsburg

Vlag van de Republiek Elzas-Lotharingen

Bij de wapenstilstand van 11 november 1918 moesten de Duitse troepen Elzas-Lotharingen verlaten. De dag daarop probeerden afgevaardigden van de Elzas onder Eugen/Eugène Ricklin van Frankrijk een autonoom statuut af te dwingen van de eerder uitgeroepen Republiek Elzas-Lotharingen – de enige en zeer korte periode in de geschiedenis dat de bewoners van deze regio over hun eigen lot leken te kunnen beschikken. Maar nadat de Franse troepen door een deel van de bevolking enthousiast in Metz en (althans volgens Franse bronnen ook) Straatsburg waren onthaald, kwam daarvan niets terecht.
Nadat door het Verdrag van Versailles Elzas-Lotharingen in 1919 opnieuw Frans was geworden begon de Franse overheid vrijwel direct met de verfransing van de regio. Voor zover niet al gevlucht of vertrokken, werd het 'Duitse' deel van de bevolking uitgewezen: 200.000 Duitsers. Het ging dan voornamelijk om ambtenaren en militairen. Onder druk van de Verenigde Staten werd een deel van die verdrijvingen later ongedaan gemaakt. Duitsers die met 'inheemsen' waren getrouwd, en hun nakomelingen, mochten voorlopig nog blijven. Zij konden een aanvraag indienen om de Franse nationaliteit te verkrijgen. Anderzijds keerden ook vroegere inwoners terug die na de aanhechting van 1871 verdreven werden.
De oude departementen Haut-Rhin, Bas-Rhin en Moselle werden opnieuw ingesteld, zij het dat deze niet geheel identiek waren aan de departementen van voor 1871. Aanvankelijk werden ze nog vanuit Straatsburg bestuurd, maar sinds 1925 - wegens het bedreigende regionale autonomiestreven - direct vanuit Parijs. De drie departementen kregen wel een apart statuut. Een aantal wetten uit de Duitse periode, zoals de toen zeer vooruitstrevende socialezekerheidswetgeving, bleven van kracht. Ook het concordaat van 1801, dat in Frankrijk zelf intussen was afgeschaft door de invoering van de scheiding van kerk en staat, bleef zelfs gehandhaafd.
Aanvankelijk werd het Franse bestuur door een grote meerderheid positief aanvaard. De economische instorting van Duitsland en de ontwaarding van de Duitse Mark, tegenover de economische stimulering van de bevrijde gebieden en de waardevastere Franse frank, lieten de Elzassers hun zegeningen tellen. De radicale verfransing van het openbare leven en het onderwijs leverde problemen op die vanuit Parijs niet pragmatisch opgelost maar principieel afgewezen werden, wat veel misverstanden en irritaties opriep, mede omdat het aantal Franskundigen pas langzaam vooruitging en de communicatie met de strikt Franstalige overheid stroef verliep.
In 1924 probeerde de linkse regering van Edouard Herriot de Franse scheiding van kerk en staat ook in Alsace-Moselle door te voeren, maar die poging botste op veel weerstand en de maatregel ging niet door.
De stagnatie van de economische groei na de beurscrisis van 1929 droeg tot de teleurstelling over de hereniging met Frankrijk bij. Onvrede over de bestuurlijke centralisatie, de aantasting van de positie van de geestelijkheid en het sterke assimilatiebeleid deden de roep om autonomie echter weer toenemen, nu om autonomie binnen Frankrijk. Het autonomisme uit de Duitse periode zette zich voort in in een autonomisme binnen Frankrijk dat aanhang vond in de partij (UPR) van de conservatieve katholieken die een kleine helft van het electoraat omvatte. En in extreme vorm in een radicaal autonomistische partij die hooguit een tiende van het electoraat omvatte, hoewel dat in enkele (lutherse) noordelijke kiesdistricten van de Elzas opliep tot de helft. De harde kern werd in de jaren 1926-'28 als staatsgevaarlijk verboden. Een aantal van hun afgevaardigden en politici werden in 1939 als landverraders tot gevangenisstraffen veroordeeld. De meest uitgesproken autonomist, Karl/Charles Roos, die aansluiting had gezocht bij het nationaalsocialisme, werd op 7 februari 1940 te Nancy ten voorbeeld wegens vermeende spionage geëxecuteerd.

### Tweede Wereldoorlog- Duitse bezetting
Frankrijk verklaarde Duitsland de oorlog in september 1939 nadat Duitsland Polen was binnengevallen. Tijdens Fall Rot in juni 1940 bezetten Duitse legers de Elzas en Lotharingen. Hoewel Adolf Hitler eerder officieel van de Duitse aanspraken op Elzas-Lotharingen had afgezien, stelde hij na de wapenstilstand met Frankrijk meteen een burgerlijk bestuur in, afgescheiden van de rest van de Duitse bezettingszone in Frankrijk die onder militair bestuur stond. Het nieuw bestuur maakte ook gebruik van Elzasser autonomisten. Hoewel de gebieden nooit formeel bij het Duitse Rijk werden ingelijfd, werden ze meer en meer met Duitsland gelijkgeschakeld. In Duitsland bestond onder ambtenaren belangstelling voor een detachering in Elzas-Lotharingen omdat het gezag er weliswaar repressief maar toch minder strikt uitgeoefend zou worden. De ingelijfde gebieden werden namelijk niet als bezet beschouwd en de bevolking 'moest voor Duitsland gewonnen worden'. In 1942 werd de bevolking collectief tot Duits staatsburger verklaard. Dat hield ook in dat de militaire dienstplicht in de Wehrmacht werd opgelegd. Onttrekking daaraan was alleen mogelijk door vlucht naar bezet Frans gebied om daar onder te duiken. 130.000 Elzassers en Lotharingers werden opgeroepen en ingelijfd. Zij werden aan het Oostfront ingezet en hun verloven in hun plaatsen van herkomst werden beperkt. De regio werd in 1944 deels en tijdelijk en in maart 1945 definitief bevrijd.
Na de instorting van het Duitse leger kwamen meer dan 92.500 overlevenden terug. Zij werden voorlopig als landverraders beschouwd door de nieuwe Franse autoriteiten. 45.000 van hen werden geïnterneerd. Omdat zij niet voor 'la patrie' gestorven waren werden voor de gesneuvelden geen publieke monumenten opgericht, zoals gebruikelijk was in elk Frans dorp.

### Naoorlogse periode
Onmiddellijk na de bevrijding werd door de voorlopige regering gesteld dat het Duits radicaal diende te verdwijnen. In voorbarige voorstellen werd de gedwongen verplaatsing van Elzassers naar centraal Frankrijk voorgesteld. Fransen zouden hun plaats innemen. Een aantal dorpen werd aangewezen maar nadat de situatie was gekalmeerd verdween dit plan van de bestuurstafel. In de naoorlogse periode werd een sterke verfransingspolitiek doorgevoerd, met campagneleuzen als "c'est chic de parler français" (het is chic om Frans te spreken) en "parlez français, soyez propre" (houd je fatsoen, spreek Frans). De Duitse taal in het openbaar werd ontmoedigd, mocht door de overheidsinstanties niet worden verstaan en was in het onderwijs verboden. Dit stuitte wederom op verzet, maar de naoorlogse ouders kozen er toch voor om hun kinderen in taal te laten verfransen. Na een eeuw nationale strijd ontstond nu de eerste generatie van eentalig Franse Elzassers en Lotharingers. Het verlies van de regionale taal werd daarbij op de koop toe genomen. De regionale dialecten bleven namelijk toegestaan maar alleen in het mondelinge verkeer. De regionale kranten mochten in een Duitse en een Franse versie gedrukt worden, omdat anders een groot deel van de bevolking ongeïnformeerd, ook van overheidsbeslissingen, zou blijven. In de jaren vijftig waren de oplagen van de regionale kranten nog in meerderheid Duitstalig en luisterden en keken meer Elzassers en Lotharingers naar Duitse radio- en tv-stations dan naar Franse, maar met het gaandeweg uitsterven van de oudere generaties zou ook de verfransing in de media zo goed als compleet worden. Opvallend is dat het Duits na 1945 nog wel als 'hulptaal' en dan in de plaatselijke dialectvorm, op de lagere scholen werd toegestaan, zolang er nog leerlingen waren die zich beter in die taal uitdrukten. Het is namelijk het onderwijsdoel dat de leerlingen in de lagere klassen geen andere taal dan de Franse als hun eerste en eigen taal leren gebruiken. Sinds kort mag het Duits weer onderwezen worden, maar dan als standaardtaal (Hoogduits), en dan alleen in de hogere klassen en facultatief. Dat geeft aan dat het om een inmiddels 'vreemde taal' gaat, en dan wel de nationale taal van de buurlanden Duitsland en Zwitserland.
Kort na de oorlog werden de ouders geconsulteerd over de vraag of zij hun kinderen naast Frans ook Duits op school wilden laten leren: 85 % zei dat op prijs te stellen. Daartegenover wilde de helft van het onderwijzend personeel daar niet aan meewerken. Uiteindelijk zou Frans de primaire taal op school worden en Duits alleen in de hoogste klassen een lesvak als vreemde taal worden, namelijk als de vreemde nationale taal van Duitsland. Het lokale Elzasser dialect kon wel als hulptaal in gebruik blijven bij het leren van de eigen Franse nationale taal, omdat de leerlingen in de laagste klassen geen Frans verstonden.
De rechtspraak diende in het Frans te geschieden, hoewel tolken aangevraagd mochten worden voor degenen die het Frans onvoldoende beheersten. Het succes van deze verfransingspolitiek mag blijken uit vele onderzoeken naar taalkennis en taalgebruik. Kort na de oorlog was nog 85 % van de Elzassers in staat Hoogduits te spreken, in 1960 was dat tot 60 % gezakt en sindsdien daalde dat tot een kleine minderheid. Ook het dialectgebruik nam af, en was vooral sociaal bepaald. In 1960 sprak nog steeds 85 % een lokaal Elzasser dialect als eerste taal: van de jongste generaties minder maar ook nog 70 %, hoewel dat getal sociaal is te differentiëren van 97 % van de kinderen met een landbouwer als vader, 82 % met als vader een handarbeider, 64 % met als vader een employé (bureau-aangestelde). Ouders gingen in toenemende mate Frans met hun jongste kinderen spreken: in 1960 al ruim 40 %. Het gebruik van de Elzasser dialecten ging zich sindsdien steeds meer tot het (eigen) dorp, de vriendenkring, de familie, ten slotte het gezin beperken. In contact met onbekenden, bij bezoek aan officiële instanties en aan de steden ging men Frans spreken. Waar dan nog wel een lokaal Elzasser dialect werd gesproken, verschoof het taalgebruik naar tweetaligheid en vervolgens bij de jongste kinderen in toenemende mate naar uitsluitend Frans. Onderling dialectsprekende ouders die met hun kinderen Frans spraken, gingen de toon aangeven. Als gevolg is tegenwoordig onder de jongste generatie kinderen nog 5 % dialectkundig. Dat markeert het einde van de Elzasser dialecten. Van de gehele bevolking in de Elzas spreekt in 2000 nog 40 % een Elzasser dialect, voornamelijk in de dorpen (54 %) en weinig meer in de steden (21 %) waar het geen openbaar communicatiemiddel meer is. Degenen die het spreken horen tot de oudere generaties (van die ouder dan 60 jaar meer dan 70 %, van jongeren onder de 30 jaar nog geen 10 %).
Deze ontwikkeling vond haar weerslag in het gebruik van geschreven Duits. In 1965 was nog twee derde deel van de oplage van de Elzasser kranten en tijdschriften – gedeeltelijk, dat wil zeggen met uitzondering van de op de jeugd en op sport gerichte rubrieken – Duitstalig. In 1980 was dat gezakt tot 30 %. In 2000 tot 10 %. Inmiddels worden geen Duitstalige oplagen meer gedrukt. De in de jaren vijftig nog zeer algemene afstemming door Elzassers op Duitstalige radio en tv-zenders en de vertoning van Duitse en Oostenrijkse films in de bioscopen, behoort met het verdwijnen van de oudere primair Duits- of dialecttalige generatie inmiddels eveneens tot het verleden. Enig tegenwicht tot de volledige verfransing biedt de grensoverschrijdende arbeid waarin enkele tienduizenden Elzassers en Lotharingers werk vinden in de Duitse industrie. Deze omstandigheid doet een deel van de jonge Elzassers op school kiezen voor het Duits als vreemde taal boven of naast het Engels. Het gaat dan om het Hoogduits want de oorspronkelijke volkstalen, die behoren tot de overigens sterk van elkaar afwijkende Allemannische en Rijnfrankische en Moezelfrankische dialectgroepen, worden nog maar in afnemende mate op het platteland en door de oudere generatie gesproken. De helft van de Elzassers is nog wel in staat om enigermate een plaatselijke Elzasser dialectvariant te spreken en doet dat met familie, en bekenden in eigen dorp of regio maar niet daarbuiten. Dat geeft aan dat 'het' Elzassisch niet bestaat. Waar nog in het openbaar 'Duitse' opschriften gebruikt worden, zoals in tweetalig aangegeven plaatsnamen, kiest men uitdrukkelijk niet voor Standaard-Duits, maar voor een plaatselijke dialectvariant.
Economisch bracht de naoorlogse periode voorspoed, echter tot ca. 1970. Daarna zakte de explosief gegroeide Lotharingse kolen- en staalindustrie gaandeweg in, en groeide vooral de werkloosheid, die velen ertoe bracht het gebied te verlaten of als 'grensarbeider' in Duitsland werk te zoeken.

### 21ste eeuw
Toen in Frankrijk een regionalisering werd doorgevoerd, vormden de departementen Haut-Rhin en Bas-Rhin de regio Elzas en werd de Moselle een deel van de regio Lotharingen. Beide regio's zijn echter met Champagne-Ardennes begin 2016 opgegaan in de nieuwe regio Grand Est. Daardoor behoren de drie departementen voor het eerst tot dezelfde regio.

## Aparte status
De drie departementen Haut-Rhin, Bas-Rhin en Moselle kennen nog juridische verschillen met de rest van Frankrijk. Sommige wetten en regels uit de Duitse tijd zijn blijven gelden, net als sommige wetten en voorschriften die voor 1870 in Frankrijk golden en bleven bestaan onder het Duits regime, terwijl ze in Frankrijk intussen werden afgeschaft.
Er zijn ook Franse wetten van na 1918 die enkel voor de drie departementen gelden.
Enkele afwijkingen met de rest van Frankrijk
- Een afzonderlijke regeling voor de ambachten, op basis van een Duitse wet uit 1900.
- Een bijkomende vorm van ziekteverzekering.
- Afwijkende regels voor de rechtbanken en de notarissen.
- Een iets grotere autonomie van de gemeenten.
- Het kadaster werkt met het Duitse systeem van grondboek (livre foncier).
- Een afzonderlijke vorm van jachtrecht.
- Een meer liberaal regime voor het stoken van sterkedrank door particulieren.
- Afwijkende regels voor verenigingen en coöperaties
- De treinen rijden rechts, net als in Duitsland, terwijl ze in de rest van Frankrijk (en in zes andere West-Europese landen) links rijden.
- Goede Vrijdag en Tweede Kerstdag zijn wettelijke feestdagen.

De bekendste afwijkingen zijn op het gebied van godsdienst. De Franse wet op de scheiding van Kerk en Staat (1905) heeft nooit gegolden voor Alsace-Moselle. Het concordaat van 1801 blijft van kracht. Dit geeft Elzas-Lotharingen opvallende uitzonderingsbepalingen:
- De katholieke, lutherse, calvinistische en joodse geestelijken worden door de Franse staat betaald.
- Er wordt godsdienstles op de openbare scholen gegeven.
- De (staats)universiteiten van Straatsburg en Metz hebben een faculteit theologie.
- De katholieke aartsbisschop van Straatsburg en de bisschop van Metz worden formeel nog door de Franse president benoemd, maar op voordracht van Rome.
- In rechtszalen mag een crucifix hangen.

Theoretisch geldt er een Duitse strafrechtbepaling die godslastering strafbaar stelt. Die bepaling is nooit toegepast sinds Elzas-Lotharingen weer Frans werd. Sinds de zaak van de cartoons van Mohammed (2006) is meermalen aangedrongen, door vertegenwoordigers van de lokale erediensten, om die bepaling af te schaffen.

## Territorium
Elzas-Lotharingen was onderverdeeld in drie districten (Bezirke) die zelf weer in bestuursdistricten (Land- en Stadtkreise) waren verdeeld:
- Neder-Elzas (Unterelsaß), nu departement Bas-Rhin
- Opper-Elzas (Oberelsaß), nu departement Haut-Rhin
- Lotharingen (Lothringen), nu departement Moselle

## Bestuurders

### Eerste president
- 1871-1879: Eduard von Möller

### Rijksstadhouders
- 1879-1885: Edwin von Manteuffel
- 1885-1894: Chlodwig zu Hohenlohe-Schillingsfürst
- 1894-1907: Hermann zu Hohenlohe-Langenburg
- 1907-1914: Karl von Wedel
- 1914-1918: Johann von Dallwitz
- 1918: Rudolf Schwander

### Secretarissen-generaal van hetMinisterie voor Elzas-Lotharingen
- 1879-1880: Karl Joseph Benjamin Herzog
- 1880-1887: Karl von Hofmann
- 1887-1901: Maximilian von Puttkamer
- 1901-1908: Ernst Matthias von Köller
- 1908-1914: Hugo Zorn von Bulach
- 1914-1916: Siegfried von Roedern
- 1916-1918: Georg von Tschammer und Quaritz
- 1918: Karl Hauss